# Олигер, Николай Фридрихович
Никола́й Фри́дрихович (Фёдорович) Олиге́р (1882—1919) — русский прозаик и драматург.

## Биография
Родился в 20 ноября (2 декабря) 1882 года в Омске. Сын военного аптекаря (провизора), надворного (позднее — коллежского) советника Фридриха Рейнгольда (Фридриха Карловича; ?—1901) и Наталии Августы, урождённой Шёнберг.
Окончил шесть классов Омской гимназии (1899), был исключён за революционную деятельность и поступил в Механико-химическое техническое училище в Саратове, откуда также был исключён.
В декабре 1901 — июне 1902 года находился в заключении в Омском тюремном замке. После освобождения два года был под негласным надзором, до сентября 1904 жил в основном в Томске, выезжая в Омск, был секретарём редакции томской газеты «Сибирский вестник», подрабатывал журналистикой и репетиторством. В 1903 некоторое время служил конторщиком пароходного общества в Порт-Артуре.
Был членом РСДРП. Осенью 1904 занимался партийной работой на Кубани. В декабре 1904 года был арестован в Екатеринодаре за участие в антиправительственной демонстрации.
Затем отошёл, по состоянию здоровья, от революционной деятельности.
Осенью 1906 года переехал в Санкт-Петербург. В конце 1911 года в связи с обострившимся туберкулёзом уехал в Одессу, в 1912 — за границу, жил во Франции, на юге Италии. В феврале 1913 поселился на Капри, встречался с И. А. Буниным, Ф. И. Шаляпиным, М. Горьким, в марте 1913 читал у последнего свою драму. Осенью 1913 года вернулся в Санкт-Петербург. В конце февраля 1914 года снова выехал за границу, жил в Ницце и её окрестностях.
В начале 1915 года добровольно отправился на фронт, был уполномоченным Второго сибирского передового врачебно-питательного отряда Всероссийского городского союза и Сибирского общества помощи раненым. Весной 1916 года был контужен.
В 1917 году отправился в путешествие по восточным странам.
Осенью 1918 года приехал в Харбин. Работал начальником осведомительного отдела при штабе атамана Г. М. Семёнова. С сентября 1918 года был официальным редактором ежедневной харбинской газеты «Призыв».
В конце 1918 года переехал в Читу. Был избран членом краевого бюро Конституционно-демократической партии. В читинской газете «Русский Восток» некоторое время регулярно публиковал сводки созданного им Бюро печати.
В апреле 1919 вошёл в число сотрудников читинского еженедельника «Театр и искусство», но из-за обострения туберкулёза практического участия в его работе не принимал.
Умер 27 ноября 1919 года в Чите. Похоронен на кладбище Покровского женского монастыря.

### Семья
Был женат на Людмиле Николаевне Третьяковой (1880 — не ранее 1956), в браке имел дочь Татьяну (1902—1916).

## Литературное творчество
В 1897—1904 помещал свои произведения под псевдонимом Н. Степняк в газетах: «Сибирская жизнь», «Восточное обозрение», «В степном крае» и других. С 1906 года печатал рассказы, очерки, повести в «Новом журнале для всех», «Русском богатстве», «Вестнике Европы». В 1907 году выпустил первый сборник рассказов.
С началом Первой мировой войны сотрудничал в еженедельнике «Лукоморье» М. А. Суворина. В 1914 году в «Лукоморье» напечатал «Дорожные наброски» — о впечатлениях первых дней войны при его возвращении в Россию через Балканы, рассказы о событиях на фронте и в прифронтовой полосе, в Польше. В 1916 в издательстве «Лукоморье» вышел сборник его рассказов «Волки».
Выступал как драматург. В рукописи осталась ранняя пьеса «Пансион» (1896). Весной 1913 года в Суворинском театре и в театре Корша бьла поставлена его пьеса «Победители».
В 1919 году, находясь в Чите, опубликовал очерк «За далёкими морями (Из набросков туриста)», передающий ностальгию по России, и основанную на индийском предании символическую сказку «Поцелуй» — о влекущей тайне и красоте смерти. В многочисленных политических статьях (за подписью Н. О. и Н. Оль) давал негативные оценки большевистским вождям — В. И. Ленину, Л. Д. Троцкому, А. В. Луначарскому и проводимой ими политике, а также той интеллигенции, которая перешла к ним на службу. «От революции мы ожидали много хорошего, а получили много худого», — писал он.
В советское время произведения Олигера практически не издавались.

### Особенности творчества
Олигер рассматривается критикой как представитель народнической литературы, уже затронутой веяниями модернизма.
В его творчество, относящемся большей частью к периоду между первой русской революцией и первой мировой войной, отразился путь интеллигента, захваченного волной революционного движения перед 1905 годом, но отошедшего от него в период реакции. В центре его произведений находится жизнь революционеров, но не столько сама борьба, сколько быт подпольщиков, тюрьмы, ссылки и т. п. Критика отмечает незаурядное обличительное мастерство автора, проявившееся, в частности, в рассказах: «В часы отдыха», «Судный день», «По амнистии» и других. Вместе с тем его повести о революционерах «Белые лепестки», «Кожаный чемодан», «Принцесса», написанная в подражание «Коню бледному» В. Ропшина повесть «На аванпостах» вызывали упрёки в надуманности и расчёте на обывательский интерес. Олигеру принадлежат также рассказы и повести «В долине», «Земля» — о событиях 1905 года в деревне.
Со временем в его книгах усиливается ощущение внутреннего кризиса революционера-интеллигента, несовместимости политической борьбы с личным счастьем. В его повестях многократно повторяется образ революционера-интеллигента, индивидуалиста и эстета, одинокого среди товарищей, в глубине души утратившего интерес к революционной деятельности и веру в её необходимость и в этом безразличии даже теряющего ощущение реальности окружающей жизни («На аванпостах», «Холод», «Ангел смерти»).
Психологическая деградация бывшего революционера в обстановке литературно-артистической богемы эпохи реакции показан в повести «Скитания». Позднее Олигер всё чаще обращается к изображению пошлости чиновно-мещанской среды, отдаёт дань модной «проблеме пола» («Дачный уголок»), в его творчестве постепенно всё больше усиливаются эротические мотивы, доходящие, по мнению некоторых современников — критиков и читателей, до порнографии («Заповедное», «В часы отдыха», «Вечер»).
Повествовательная манера Олигера большей частью реалистична, с элементами психологизма, но в ряде рассказов приём опускания имён и ряда фактических подробностей создаёт абстрактно-символический тон, напоминающий манеру Леонида Андреева («Любовь», «Диктатор», «Рабочий»). Обращался автор и к фантастическому жанру («Праздник весны», см. ниже). По мнению критики, наибольшей художественной правдивости и эмоциональной силы достигает он в некоторых повестях о тюрьме и смертной казни («Тимка», «Смертники»  Архивная копия от 15 апреля 2016 на Wayback Machine — повесть, высоко оцененная Короленко, «Один»  Архивная копия от 15 апреля 2016 на Wayback Machine), а среди произведений из жизни обывателя удачнее всего его рассказы о детях, где быт даётся с точки зрения детского восприятия («Бабушкина смерть», «Летний папа»). К слабым сторонам его произведений относят мелодраматизм ситуаций, натурализм деталей.

### Утопия «Праздник весны»
Исследователям русской фантастики Олигер известен главным образом как автор романтической (имеющей некоторые черты женского любовного романа и обращённой в основном к читательницам, а не к читателям) утопии «Праздник весны» (1911), описывающей общество будущего.
О социальном устройстве изображаемого в книге общества судить трудно, однако подчёркивается, что, несмотря на материальное благополучие, отсутствие социальных конфликтов и неограниченную свободу (уважается даже решение добровольно уйти из жизни), червь неудовлетворённости подтачивает душу утопийцев.
Современная критика сочла роман слабым, в упрёк автору ставилось то, что его представления о грядущем строе наивны и ограничиваются картинами в духе эстетского индивидуализма и слащавой эротики, что его книга не содержит ни социального, ни эстетического идеала.
По мнению Всеволода Ревича, роман интересен попыткой создать утопию чисто художественными средствами. Вместо традиционных для этого жанра манеры — с «экскурсоводом» и «экскурсантами», статистическими выкладками и пространными экономическими объяснениями, автор даёт групповой портрет определённого среза гармонического общества (действие происходит в среде творческой интеллигенции) и показывает некоторое психологическое отличие людей будущего от своих современников, что достаточно непросто.